# François Suchanecki
François Suchanecki né le 23 décembre 1949 à Bâle est un escrimeur et maître d'armes suisse. Il a gagné une médaille d'argent par équipe (épée) aux Jeux olympiques de Munich en 1972 et une médaille de bronze aux Jeux olympiques de 1976.

## Palmarès
- Jeux olympiques :
  -  médaille d'argent par équipe aux Jeux olympiques de Munich en 1972
  -  médaille de bronze par équipe aux Jeux olympiques de Montréal en 1976[1]